# Sibylle Prins
Sibylle Prins (* 22. Februar 1959 in Bonn; † 14. Juli 2019) war eine deutsche Autorin und Sonderpädagogin.

## Lebenslauf
Sibylle Prins wuchs die ersten Jahre in den Niederlanden auf. Mit zwölf Jahren zog sie mit ihrer Familie nach Bielefeld. Nach dem Abitur 1978 folgte ein freiwilliges soziales Jahr in einem Kinderkurheim in Cuxhaven. Von 1979 bis 1984 studierte Prins in Paderborn und Dortmund Erziehungswissenschaften.
Während des Referendariats für das Lehramt an Sonderschulen zwischen 1985 und 1987 in Osnabrück durchlebte sie einen ersten schizophren-psychotischen Schub, dem in den folgenden Jahren weitere folgen. Zurück in Bielefeld schulte Prins ab 1989 zur Industriekauffrau und ab 1991 zur kirchlichen Verwaltungsangestellten um. Bis 2002 arbeitete sie im Kreiskirchenamt Bielefeld, brach die Ausübung dieser Tätigkeit aufgrund ihrer Erkrankung jedoch ab. Prins betätigte sich seitdem als Schriftstellerin, Herausgeberin und Referentin.
Seit 1991 war Sybille Prins in der Selbsthilfe Psychiatrie-Erfahrener tätig, war Mitbegründerin des Bielefelder Psychoseseminars und des 1993 gegründeten Vereines Psychiatrie-Erfahrener Bielefeld e.V., dessen Vorsitzende sie von 1999 bis Ende 2013 war.

## Werke
- Gut, dass wir mal darüber sprechen – Wortmeldungen einer Psychiatrie-Erfahrenen. Paranus Verlag, Neumünster 2001, ISBN 978-3-926200-49-5
- Jetzt endlich lebe ich richtig – Geschichten, Glossen, Gedanken. Paranus Verlag, Neumünster 2005, ISBN 978-3-926200-61-7
- Sibylle Prins und Renate Schernus mit Fritz Bremer: Wir sind weit miteinander gegangen. Eine Psychiatrie-Erfahrene und eine Psychotherapeutin im Gespräch. Paranus Verlag, Neumünster 2009, ISBN 978-3-940636-02-7
- Tagtraumzeit – Nachdenkzeit – Lächelzeit. Paranus Verlag, Neumünster 2010, ISBN 978-3-940636-07-2
- Svenja Bunt und Sibylle Prins: Ein gutes Leben und andere Probleme. Ein Ratgeber von Psychiatrie-Erfahrenen für Psychiatrie-Erfahrene. BALANCE Buch + Medien Verlag, Köln 2018, ISBN 978-3-86739-139-9

## Herausgeberschaften
- Vom Glück – Wege aus psychischen Krisen, Psychiatrie-Verlag, Bonn 2003, ISBN 978-3-88414-347-6
- Seitenwechsel – Psychiatrieerfahrene Professionelle erzählen, Paranus Verlag, Neumünster 2006, ISBN 978-3-926200-70-9